# 민주공화당 (1997년 대한민국)
민주공화당(民主共和黨)은 1997년 9월 4일 창당한 대한민국의 정당이다. 해체와 재등록을 반복하여 2007년 제17대 대통령 선거 참가 직전에 잠시 경제공화당으로 재등록했으나, 2008년에 원래 이름인 민주공화당으로 돌아왔다. 원래 허경영이 총재직을 수행하였으나, 2009년 6월 22일에 박동규로 바뀌었다.

## 명칭
이들은 자신이 박정희가 창당하였던 대한민국 민주공화당의 후신(後身)이라고 주장하고 있다. 특히 총재로 홍보되는 허경영은 자신이 '제2의 박정희'라고 자서전 《무궁화 꽃은 지지 않았다》와 언론에서 광고하며 박근혜 한나라당 前 대표와 결혼 예정이라는 발언을 하기도 했다.
하지만 실제로 당시의 민주공화당 당원 및 관련자의 대부분은 김영삼 및 박근혜를 따라 신한국당(새누리당의 전신)으로 들어갔거나, 김종필을 따라 자유민주연합으로 들어갔다. 자민련도 결국 분당되어 일부는 국민중심당을 거쳐 자유선진당으로 가거나 한나라당으로 흡수되었다.

## 주요 선거 결과

### 대통령 선거
|  | 0.2% |

|  | 0.4% |

### 국회의원 선거
|  | 0% |

|  | 0% |

|  | 0% |

|  | 0.11% |

|  | 0% |

## 같이 보기
- 대한민국 제17대 대통령 선거